# Харино (Новосибірська область)
Харино (рос. Харино) — присілок у Іскітимському районі Новосибірської області Російської Федерації.
Входить до складу муніципального утворення Усть-Чемська сільрада. Населення становить 130 осіб (2010).

## Історія
Згідно із законом від 2 червня 2004 року органом місцевого самоврядування є Усть-Чемська сільрада.

## Населення
| 2002 | 2007 | 2010 |
| ---- | ---- | ---- |
| 176  | ↗200 | ↘130 |